# Megalastrum canacae
Megalastrum canacae är en träjonväxtart som först beskrevs av Holtt., och fick sitt nu gällande namn av Holtt. Megalastrum canacae ingår i släktet Megalastrum och familjen Dryopteridaceae. Inga underarter finns listade.